# Palazzo Dolfin Manin
Palazzo Dolfin Manin è un palazzo veneziano, situato nel sestiere di San Marco e affacciato sul Canal Grande, poco distante dal Ponte di Rialto e accanto a Palazzo Bembo, ospitante la filiale di Venezia della Banca d'Italia.

## Storia
Palazzo Dolfin Manin è un edificio del XVI secolo, costruito a partire dal 1536, ossia in concomitanza con la volontà della nobile famiglia dei Dolfin di rinnovare la preesistente dimora veneziana. Così, a partire da due edifici di epoca medievale, fu innalzata la nuova struttura.
Per la costruzione furono spesi trentamila ducati, cifra all'epoca molto ingente, per un edificio ideato secondo i criteri della nuova architettura rinascimentale e che quindi doveva avere un'impronta di assoluta maestosità e modernità.
Dal 1801 Palazzo Dolfin divenne dimora della famiglia Manin, a cui apparteneva il doge Ludovico Manin, per volontà del quale il palazzo subì importanti modifiche e ricostruzioni interne. Per queste modifiche fu richiesta la mano di Giannantonio Selva, che eliminò il cortile interno, le botteghe che sorgevano nel sottoportico e sostituì la scala d'ingresso con una più sontuosa secondo lo stile neoclassico. Selva prevedeva di rifare anche la facciata, ma le pressioni dell'opinione pubblica del tempo, che avversavano la distruzione dell'elegante prospetto sansoviniano, gli fecero abbandonare l'idea.
Manin, di origini friulane, fu l'ultimo doge della Repubblica di Venezia: possessore di favolose rendite ma di carattere debole e poco decisionista, non seppe opporsi all'ultimatum di Napoleone e il 12 maggio 1797 accettò la resa all'esercito francese. Manin visse ancora cinque anni segregato in casa e disprezzato dalla popolazione che non approvò mai questo gesto.
Il palazzo rimase proprietà della famiglia Manin fino al 1867; da tale data passò alla Banca Nazionale del Regno e tuttora ospita la sede veneziana della Banca d'Italia. Alcuni restauri vennero eseguiti fra il 1968 e il 1971; un ulteriore restauro è stato portato a termine nel 2002.

## Descrizione

### Esterni
La facciata, opera realizzata negli anni 1538-1547 del grande architetto Jacopo Sansovino (già autore sul Canal Grande di Palazzo Corner), si caratterizza per il biancore della pietra d'Istria e per le ampie aperture a tutto sesto.
Il portico del piano terra è formato da sei arconi, ai cui sette pilastri di sostegno corrispondono le sette semicolonne ioniche e corinzie dei due piani superiori.
I due piani nobili hanno la stessa forometria, costituita ai lati da una coppia di finestre, corrispondenti ciascuna a un arco del pian terreno, e centralmente da una quadrifora. L'aspetto del palazzo appare in questo modo rigoroso. In alto, la facciata è chiusa da un ampio cornicione dentellato.

Giambattista Tiepolo, La Nobiltà e la Virtù abbattono l'Ignoranza, olio su tela, proveniente da un soffitto del palazzo Dolfin Manin, Norton Simon Museum, Pasadena.

### Interni
Gli interni erano di grande valore artistico per i lavori di Giambattista Tiepolo, che egli eseguì nel 1747, per le nozze di Lodovico Manin con Elisabetta Grimani (1748).
Il palazzo ha un cortile interno, modificato più volte nel tempo, nel quale si trova uno scalone che conduce ai piani alti.